# Gnophomyia bulbibasis
Gnophomyia bulbibasis är en tvåvingeart som beskrevs av Alexander 1944. Gnophomyia bulbibasis ingår i släktet Gnophomyia och familjen småharkrankar.
Artens utbredningsområde är Ecuador. Inga underarter finns listade i Catalogue of Life.